# 대 세네카

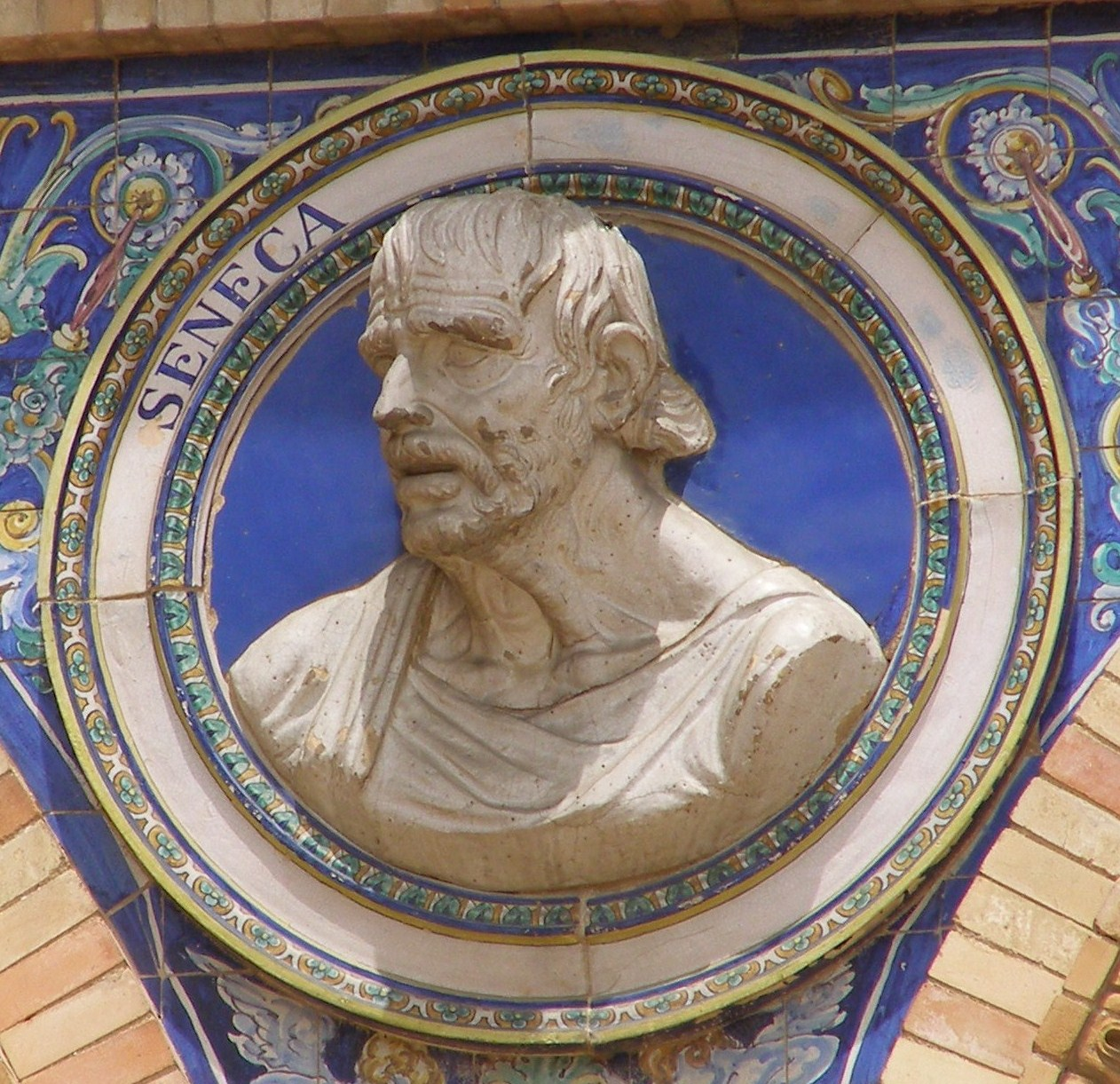

루키우스 또는 마르쿠스 안나이우스 세네카(Lucius Annaeus Seneca, 기원전 54년경~기원후 39년)는 고대 로마의 작가이다.
루키우스 안나이우스 세네카의 아버지로 대 세네카라고 불린다.